# دامینیک مالدونی
دامینیک مالدونی (انگلیسی: Dominic Muldowney؛ زادهٔ ۱۹ ژوئیهٔ ۱۹۵۲) رهبر ارکستر، آهنگساز، مربی موسیقی، موسیقی‌دان و نوازنده پیانو اهل بریتانیا است.
از فیلم‌ها یا مجموعه‌های تلویزیونی که وی در آن‌ها نقش داشته‌است، می‌توان به یکشنبه خونین، هزار و نهصد و هشتاد و چهار و شارپ اشاره نمود.